# Полевая Андреевка
Полевая Андреевка — упразднённая деревня в Вязниковском районе Владимирской области России.

## География
Урочище находится в северо-восточной части области, в зоне хвойно-широколиственных лесов, в пределах Волжско-Окского междуречья, к северу от реки Чернушки (левый приток реки Тетрух), на расстоянии 21 километра (по прямой) к юго-западу от города Вязники, административного центра района. Абсолютная высота — 118 метров над уровнем моря.

### Климат
Климат характеризуется как умеренно континентальный. Средняя температура воздуха самого холодного месяца (января) — −11,1 °C (абсолютный минимум — −48 °С), средняя максимальная температура воздуха (июля) — +23,3 °С (абсолютный максимум — +37 °С). Годовое количество атмосферных осадков составляет около 607 мм, из которых 413 мм выпадает в период с апреля по октябрь.

## История
В «Списке населенных мест Владимирской губернии по сведениям 1859 года» населённый пункт упомянут как удельная деревня Андреевская Судогодского уезда, расположенная в 65 верстах от уездного города. В деревне насчитывалось 37 дворов и проживало 342 человека (159 мужчин и 183 женщины).
По состоянию на 1905 год, в Андреевской-Полевой имелся 61 двор и проживал 341 человек. В административном отношении деревня входила в состав Воскресенской волости.
По данным 1926 года в деревне имелось 73 хозяйства (в том числе 68 крестьянских) и проживало 437 человек (203 мужчины и 234 женщины). Являлась центром Полево-Андреевского сельсовета.
На момент упразднения входила в состав Приозёрного сельсовета Вязниковского района. Упразднена решением облисполкома № 778 от 23 ноября 1983 года как фактически не существующая.